# Міори
Міо́ри (біл. Мёры) — місто в Вітебській області Білорусі. Адміністративний центр Міорського району.
Населення міста становить 8,8 тис. осіб (2006).

## Економіка
В місті працюють підприємства харчової, комбікормової та легкої (льонозавод) промисловостей. Діє готель, історико-етнографічний музей. Автобусна станція зв'язує місто з Мінськом та Вітебськом, на околиці знаходиться залізнична станція.

## Історія
Вперше містечко Мьори (Міори) згадується в 1514 році. Воно відносилось до Полоцького воєводства Великого Князівства Литовського. З 1567 року воно належить князям Мірським. З 1612 року містечко належало до Браславського повіту. З 1633 року власником Міорів стає Олена Рильська, яка в 1640 році продала його Себастьяну Мірському — браславському судді. В середині XVII століття містечко було спалене московськими військами, а населення вигнане у рабство.
1793 року Міори переходять до Російської імперії як центр Міорської волості Дісненського повіту Мінської, а з 1842 року — Віленської губернії. Жителі містечка брали активну участь у польському повстанні 1863 року.
Станом на 1886 рік у містечку проживало 17 осіб, налічувалось 2 дворових господарства, існували костел, народне училище та 3 корчми, відбувалось 2 щорічних ярмарки: 15 серпня та 8-10 серпня.
Після окупації на початку XX століття Білоруської Народної Республіки, містечко переходить до Польщі, Дісненського повіту Віленського воєводства. В 1903 році засновано єврейське училище та школу.
У вересні 1939 року Міори переходять до складу БРСР, а 15 лютого 1940 року стали центром Міорського району Вітебської області. В роки Другої Світової війни з 3 липня 1941 по 4 липень 1944 років містечко перебувало під окупацією німців. З 1944 року Міори відносились до Полоцької, з 1954 року — Молодечанської, з 1960 року — Вітебської області. 7 серпня 1957 року було надано статус смт. 7 серпня 1972 року Міори отримали статус міста.

## Видатні місця
- Костел виходу Пресвятої Діви Марії

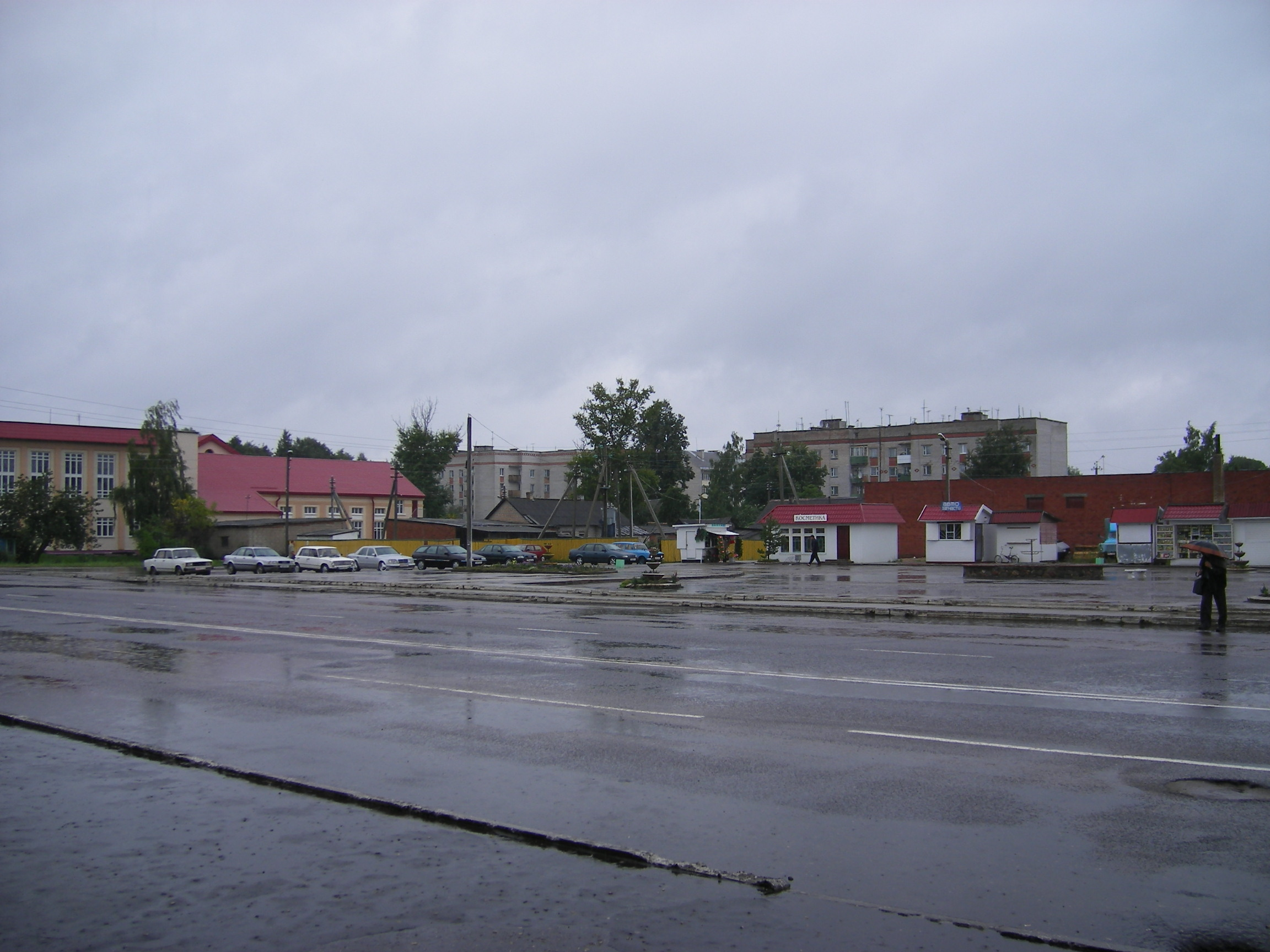
В центрі міста
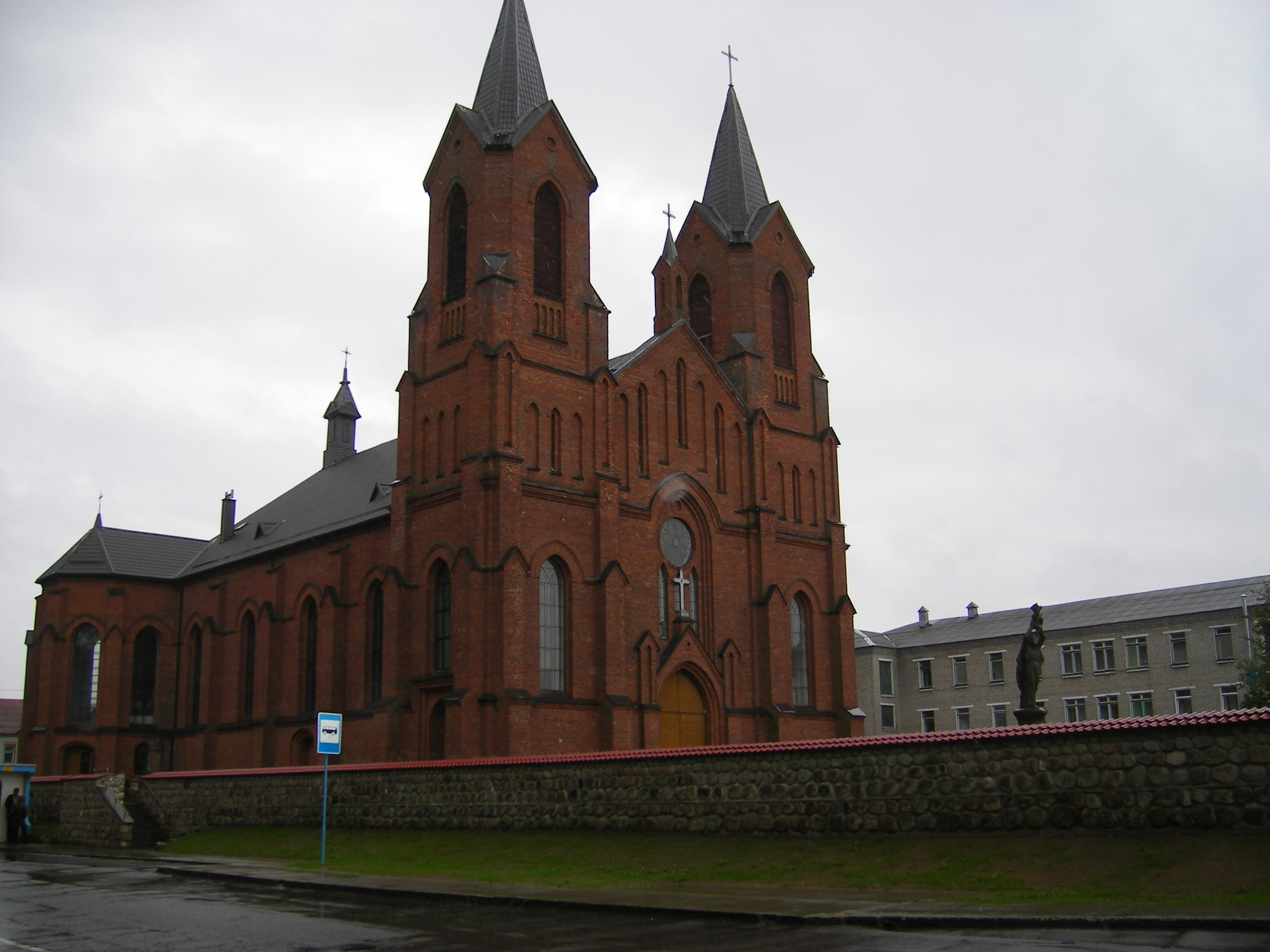
Успенська церква
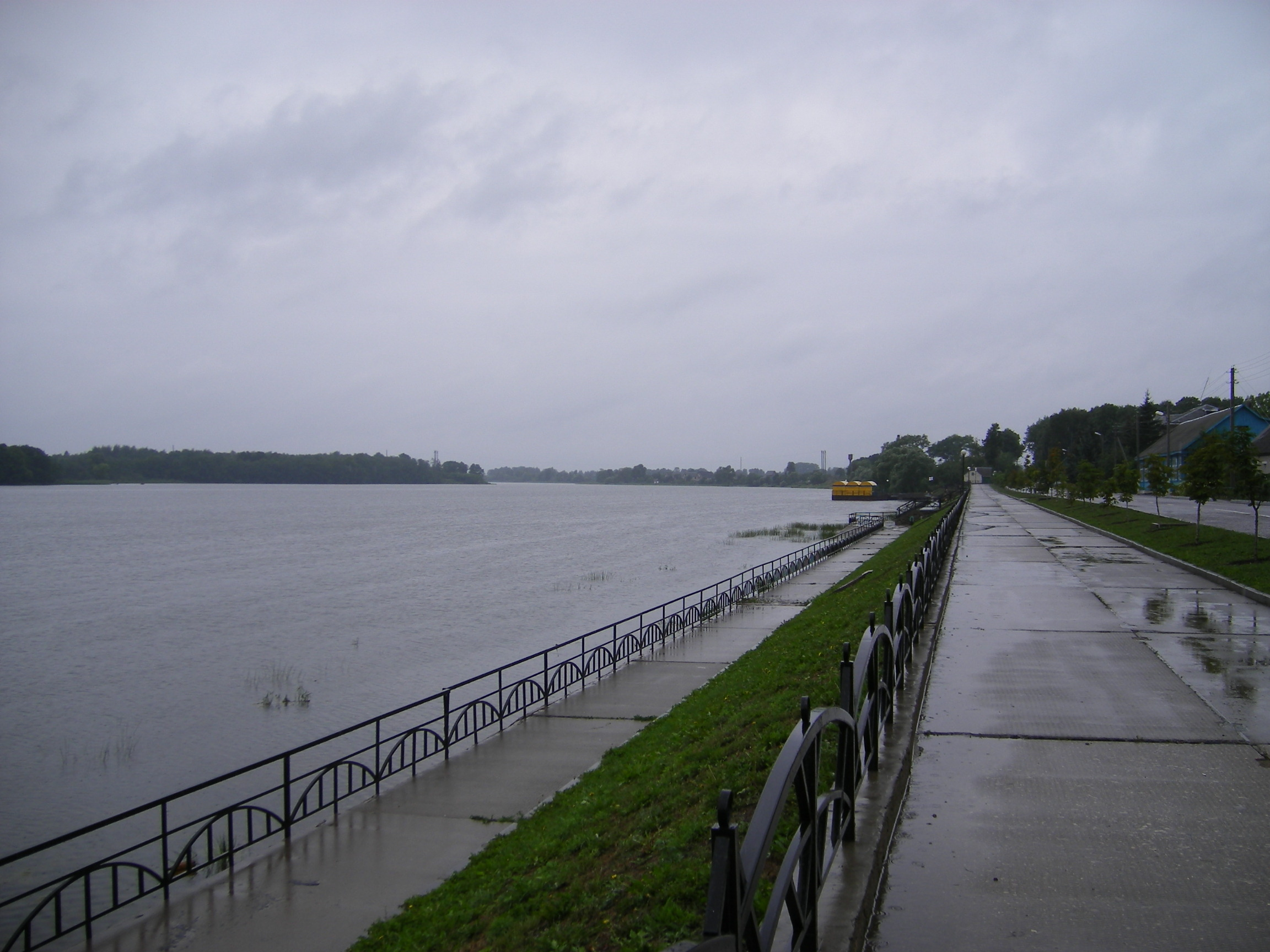
Набережна
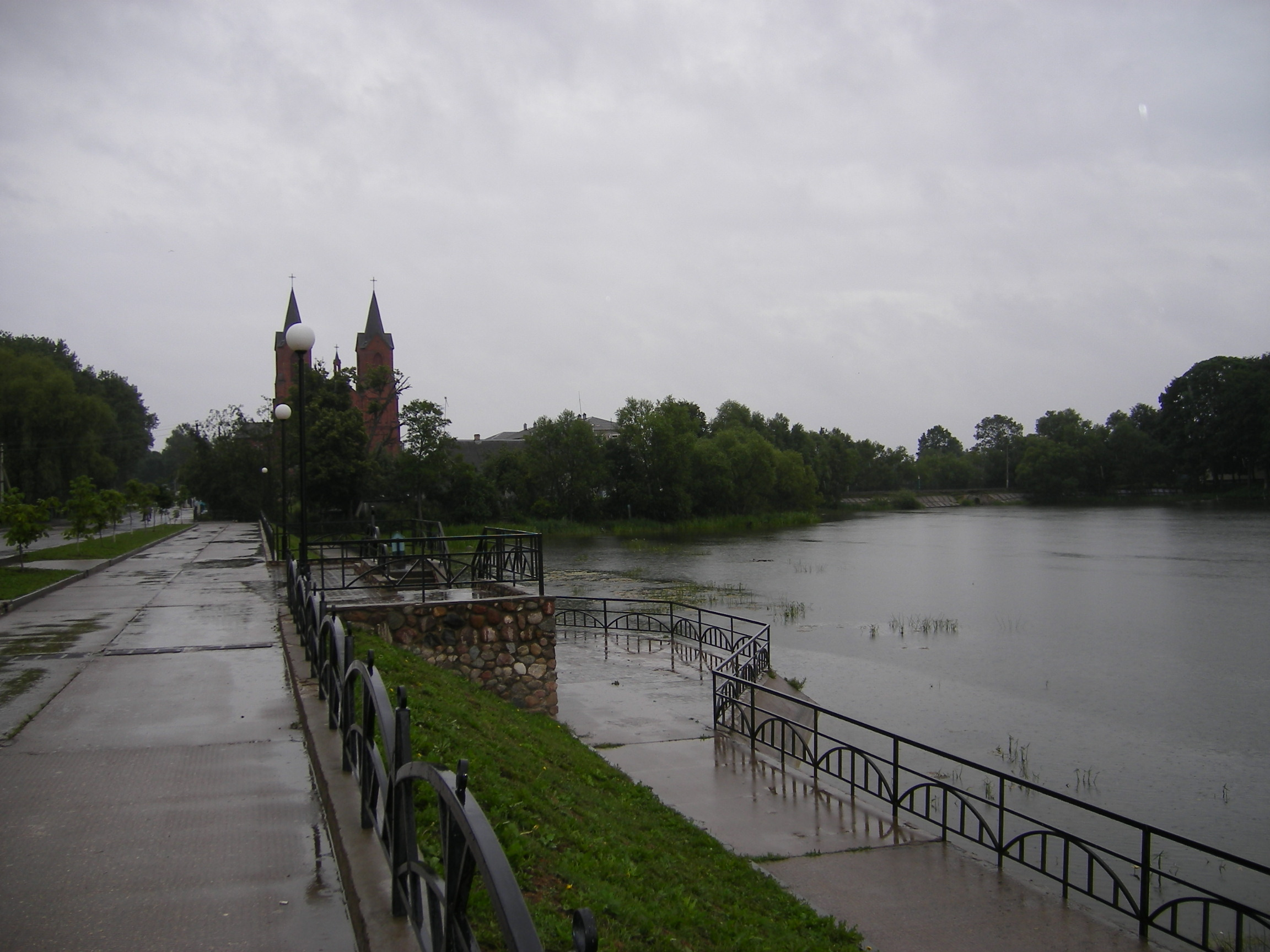
Набережна і костел